# کمیسیون تحکیم صلح
کمیسیون تحکیم صلح (انگلیسی: Peacebuilding Commission) یکی از ارکان فرعی مشترک مجمع عمومی و شورای امنیت سازمان ملل متحد است که در دسامبر ۲۰۰۵ برای مشاوره در زمینه امنیت جمعی تشکیل شد. کمیسیون ۳۱ مشور عضو دارد که از سوی ارکان و برنامه‌های مختلف سازمان ملل انتخاب می‌شوند. از مهم‌ترین وظایف این کمیسیون تحقیق برای تبیین حقوق بین‌المللی عمومی و خصوصی است.